# Van Belle
van Belle was een geslacht van Zuid-Nederlandse orgelbouwers, werkzaam in de 17de eeuw in West-Vlaanderen en Frans-Vlaanderen.

## Levensloop
Jan van Belle (geboren te Sint-Winoksbergen - overleden na 1693, plaats onbekend) was orgelmaker en organist. Hij is vermoedelijk dezelfde Jan van Belle die in 1663-1667 in de Sint-Walburgakerk in Veurne organist is: organisten waren soms ook orgelbouwer en de termen "orgelist" en "orgelmaker" werden door archiefscribenten soms door elkaar gehaald. Men gaat ervan uit dat hij zijn opleiding (sinds 1662) bij de orgelbouwer François van Isacker in Veurne genoot. Daardoor zou zijn oeuvre niet enkel door een lokale stijl van de Langhedul's (Ieper en Frans-Vlaanderen), maar ook door de meer noordelijke school rond Nicolaas van Hagen beïnvloed zijn.
Vanaf 1669 werkte hij zelfstandig en in 1674 was zijn bedrijf te Ieper gevestigd.
Vanaf ca. 1685 zien we de naam Guilielmus van Belle op de voorgrond treden. Men mag aannemen dat het een zoon van Jan betreft.
Qua vormgeving zijn de Van Belles het sterkst aan de Langhedul-traditie trouw gebleven. Orgelbouwer Jacob Van Eynde wordt als afsluiter van deze Langhedul-traditie beschouwd.

## Werklijst orgels

### Jan van Belle
- 1669 & 1694: Nieuwpoort
- 1674: Poperinge
- 1675: Sint-Aldegondekerk in Sint-Omaars
- 1679: Diksmuide
- 1680 & 1686: Brugge
- 1680: sinds 1870 in de Sint-Martinuskerk in Desselgem, afkomstig uit de Augustijnenabdij Zonnebeke
- 1682: voltooiing van het orgel van zijn leermeester in Boulogne-sur-Mer
- 1682: Ieper
- 1684: Quaedypre
- 1684: Sint-Winoksbergen (Frankrijk)
- 1685-1692: Mesen
- 1689: Reningelst

### Guilielmus van Belle
- 1685: Uitkerke
- 1686: Nielles-lès-Ardres (Frankrijk), afkomstig uit de kerk Sainte-Aldegonde in Sint-Omaars
- 1686: Sint-Bertinuskerk (Poperinge)
- 1696: Sint-Omaars